# 신의 아들 (1984년 영화)
《신의 아들》(영어: The Stone Boy)은 미국에서 제작된 크리스토퍼 케인 감독의 1984년 드라마 영화이다. 로버트 듀발, 글렌 클로스 등이 출연하였고, 조 로스 등이 제작에 참여하였다. 미국 작가 지나 배리오가 쓴 1957년 동명 단편 소설이 원작이다.

## 출연
- 로버트 듀발
- 제이슨 프레슨
- 글렌 클로스
- 딘 케인
- 프레더릭 포러스트
- 신디 피셔
- 윌퍼드 브림리
- 메리 엘런 트레이너
- 린다 해밀턴
- 톰 웨이츠 (카메오 출연)

## 기타 제작진
- 배역: 페니 페리
- 의상: 게일 바이올라